# Veľké Blahovo
Veľké Blahovo (in ungherese Nagyabony) è un comune della Slovacchia facente parte del distretto di Dunajská Streda, nella regione di Trnava.